# Oreste Zamor

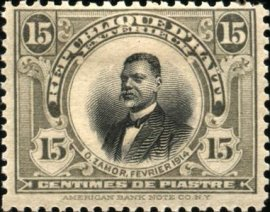
Oreste Zamor auf einer haitianischen Briefmarke

Emmanuel Oreste Zamor (* 1861 in Hinche; † 27. Juli 1915 in Port-au-Prince) war ein haitianischer General, Politiker und Präsident von Haiti.

## Biografie
Nach der Schulausbildung trat er 1888 in die Armee ein. Nach Verwendungen in den Garnisonen in Saint-Michel-de-l’Atalaye, Limbe, Dessalines sowie Gonaïves stieg er schließlich zum General auf. Zusammen mit seinem Bruder Charles Zamor war er Kommandeur einer Armee von aufständischen Bauern (Cacos).
Zwölf Tage nach dem Rücktritt von Michel Oreste am 27. Januar 1914 wurde er am 8. Februar 1914 für eine Amtszeit von sieben Jahren zum Präsidenten von Haiti gewählt. Seinem Kabinett gehörte sein Bruder Charles (Carlos) Zamor als Innenminister an.
Zum Unglück der Brüder Zamor gewährten ihm die Banken keine weiteren Kredite, so dass ihnen bald die Geldmittel zur Bezahlung ihrer Soldaten fehlten. Nach der Kampfansage seines ehemaligen Verbündeten und jetzigen Rivalen Joseph Davilmar Théodore und dessen Verbündeten Dr. Rosalvo Bobo gegen seine Regierung trat er jedoch bereits am 29. Oktober 1914 zurück, statt eine US-amerikanische militärische Unterstützung und eine „Unterschutzstellung“ (Protektorat) anzunehmen. Einen maßgeblichen Einfluss auf die US-Politik hatte dabei der damalige US-Außenminister William Jennings Bryan, der zwar im Juni 1915 zurücktrat, dessen vorherige Maßnahmen aber im Wesentlichen die Grundsteine für die bald darauf folgende Intervention der United States Marines in Haiti legten.
Charles Zamor flüchtete zunächst in die Botschaft der Dominikanischen Republik, danach von Frankreich, während Oreste Zamor zunächst auf einem Handelsschiff Schutz suchte. Er wurde jedoch kurz darauf von den Aufständischen gefangen genommen und neun Monate später im Nationalgefängnis von Port-au-Prince ermordet.